# Apeadero de Livramento
El Apeadero de Livramento, también conocido por Estación de Livramento o Apeadero de Livramento, es una plataforma ferroviaria de la Línea del Algarve, que sirve a parroquias de Señora do Livramento, en el ayuntamiento de Tavira, en Portugal.

## Historia

### Construcción e inauguración
El 12 de diciembre de 1902, tuvo lugar la conclusión de la construcción de varias infraestructuras en el tramo entre Fuseta y Tavira, incluyendo el Apeadero de Livramento, cuya base de licitación fue de 2.800$000 reales.
Este apeadero se encuentra en el tramo entre Fuseta y Luz de Tavira, que entró en servicio el 31 de enero de 1905.

### Movimiento de mercancías
Las principales mercancías recibidas en este apeadero fueron Adobes (procedentes de la división de la Compañía Unión Fabril de Faro) (especialmente en el Otoño), paja, materiales de construcción (especialmente cemento), papel (viniendo de Cacia) (principalmente en el Otoño), y trigo.

## Historia reciente
En septiembre de 2007, la Red Ferroviaria Nacional, en función de un protocolo firmado con la Cámara Municipal de Tavira, proyectó la supresión de diversos pasos a nivel en el Algarve; uno de los pasos a eliminar se situaba en las inmediaciones del Apeadero de Livramento, proyectándose su sustitución por un viaducto de transporte sobre la vía férrea. La designación para este contrato fue llevado a cabo por la Red Ferroviaria Nacional, en 2009.